# Formica strangulata
Formica strangulata é uma espécie de formiga do gênero Formica, pertencente à subfamília Formicinae.